# 큰금계국
큰금계국은 국화과의 식물이다.

## 설명
큰금계국은 높이가 60cm 이상인 다년생 식물이다. 큰금계국은 노란색 꽃머리를 생성하며 각 머리에는 광선 꽃과 원반 꽃이 모두 들어있다. 기저 잎은 일반적으로 털이 있다. 좁고 창 모양이며 길이가 2~6cm이다. 줄기 위쪽에 있는 잎은 뾰쪽하다.

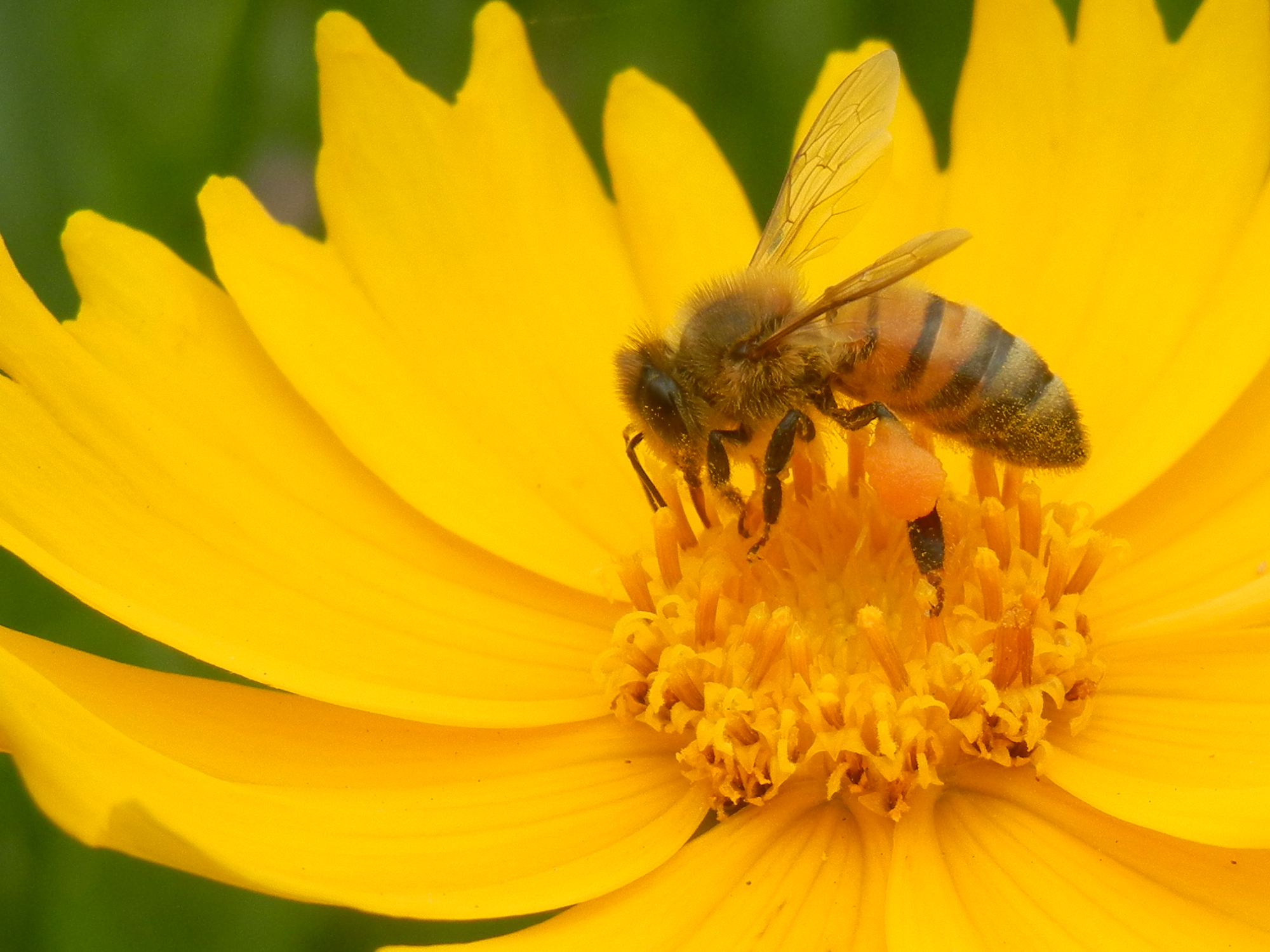
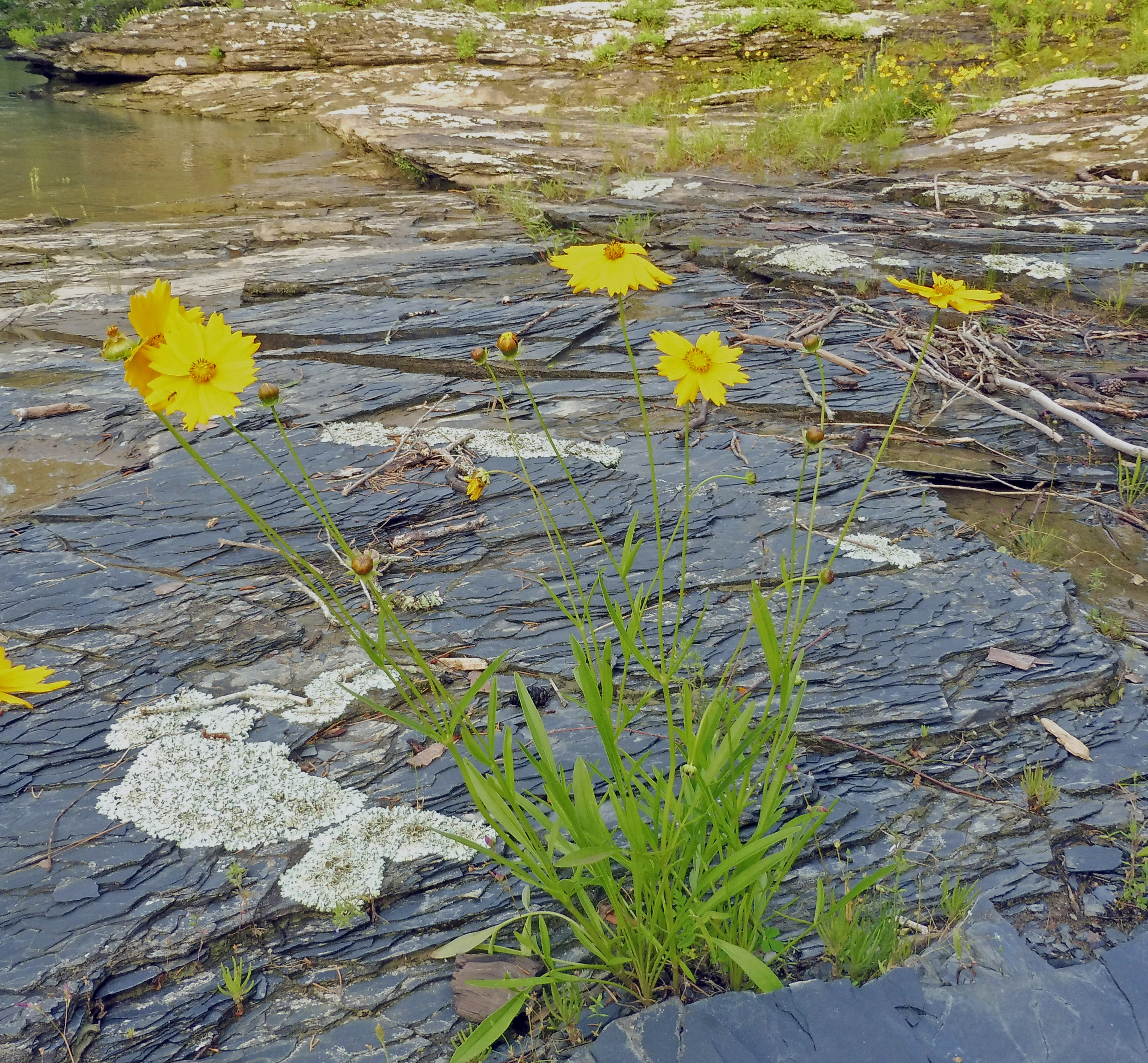
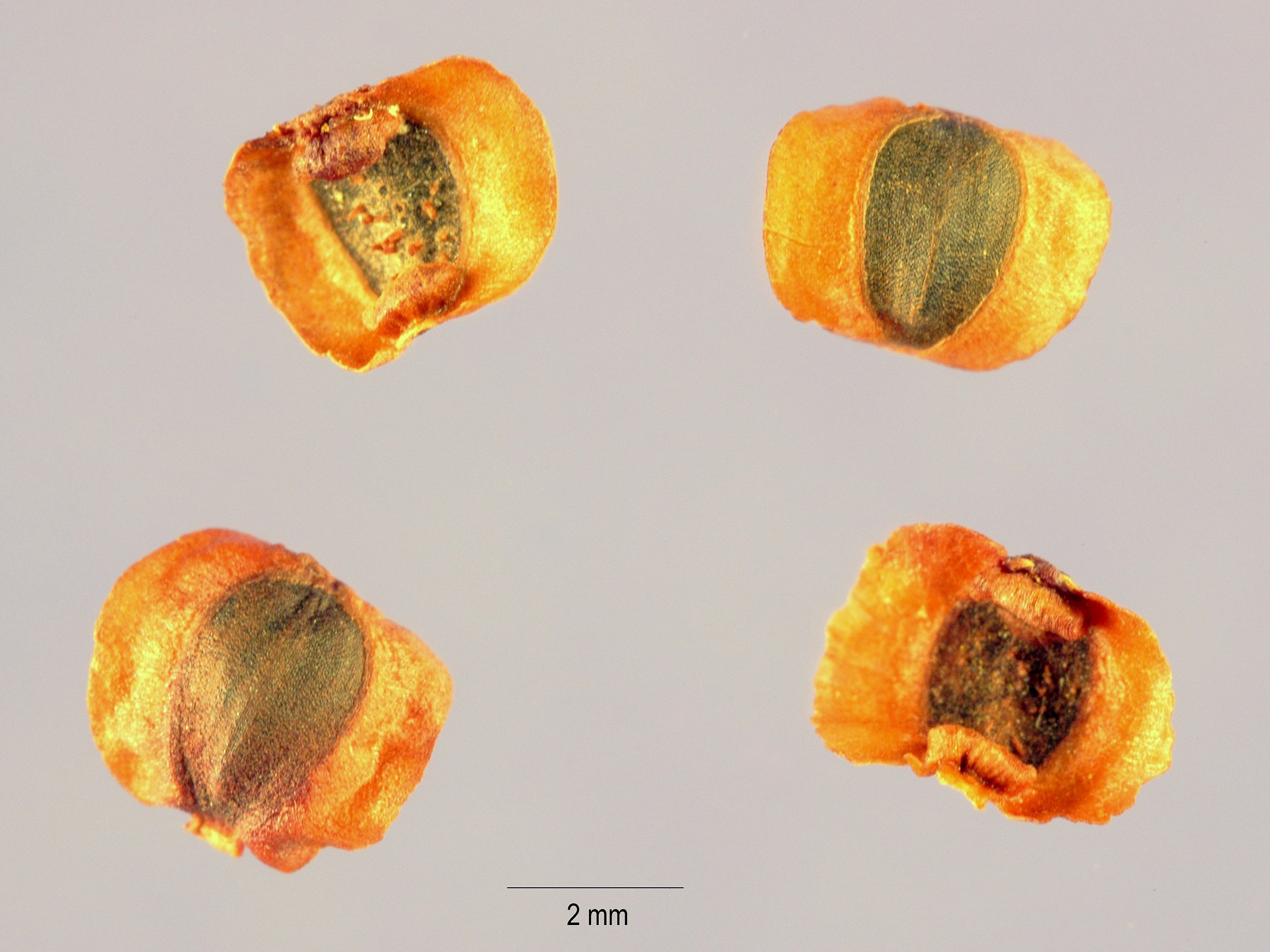